# China Railways SS4
La Shaoshan 4 (chinois :韶山4 ) est un type de locomotive électrique utilisée sur le système ferroviaire national de la république populaire de Chine. Cette locomotive a été construite par Zhuzhou Electric Locomotive Works. L'alimentation électrique était un courant alternatif monophasé à fréquence industrielle et la disposition des essieux Bo′Bo′ + Bo′Bo′.
En 1993, Zhuzhou Electric Locomotive Works a produit la SS4G (chinois :韶4改). Les SS4G sont très similaires aux SS4 standard, à l'exception d'une technologie électrique améliorée. 
La locomotive électrique SS4 est une locomotive électrique de fret lourd à reconnexion de fixation à huit arbres basée sur deux locomotives à quatre essieux connectées. Une unité, SS4-0043, a été endommagée dans un tunnel lors du tremblement de terre du Sichuan en 2008.

## Constructeurs
Les SS4 ont été fabriqués par plusieurs sociétés :
- Zhuzhou Electric Locomotive Works (0001～0158[3] ; 0159～1175 ; 1886 [4] )
- Datong Electric Locomotive Works (6001～6168)
- Ziyang Locomotive Works (3001～3002)
- Dalian locomotive works (7001～7110 ; 7121～7241)

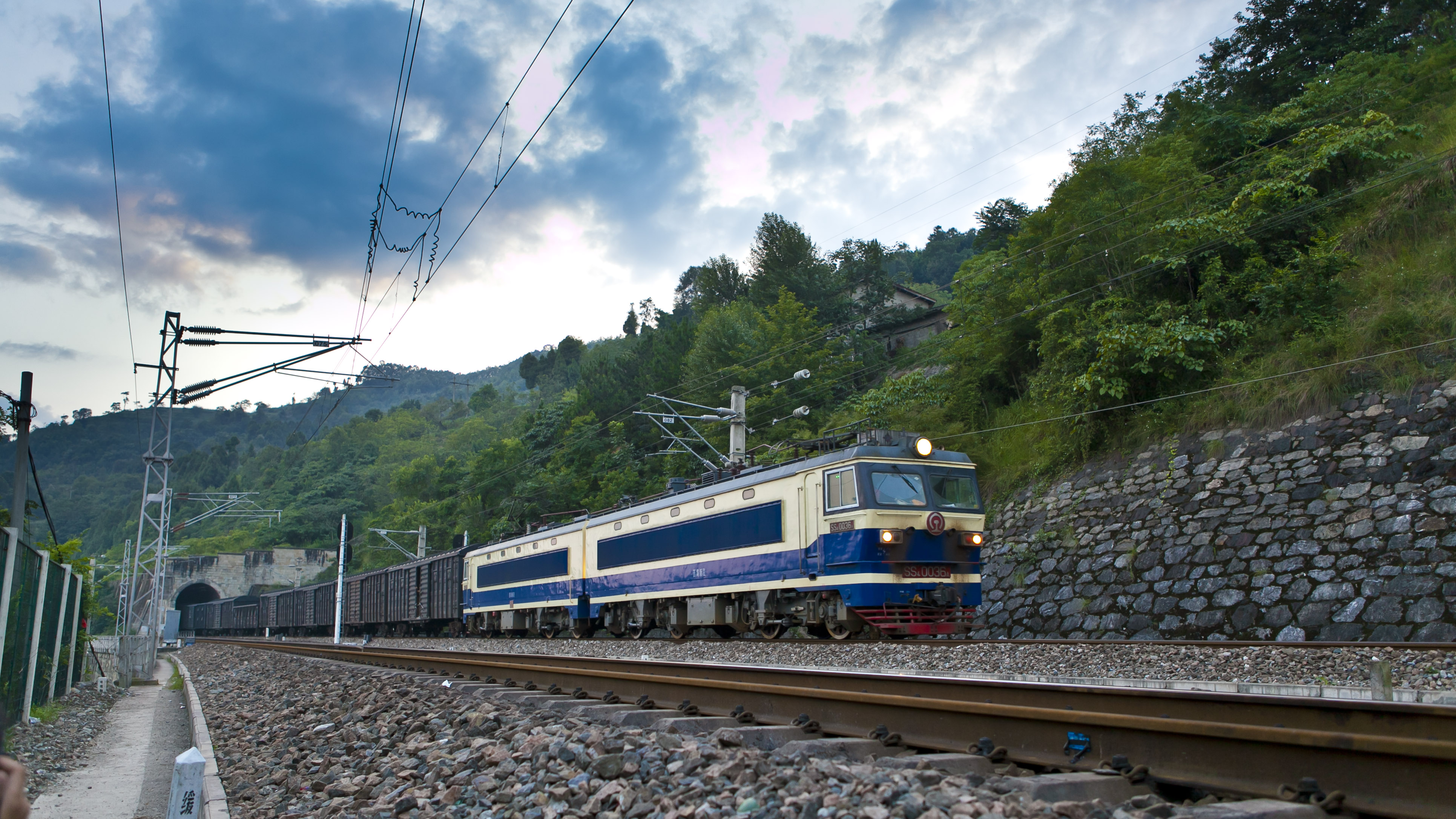
SS4 à Yangpingguan
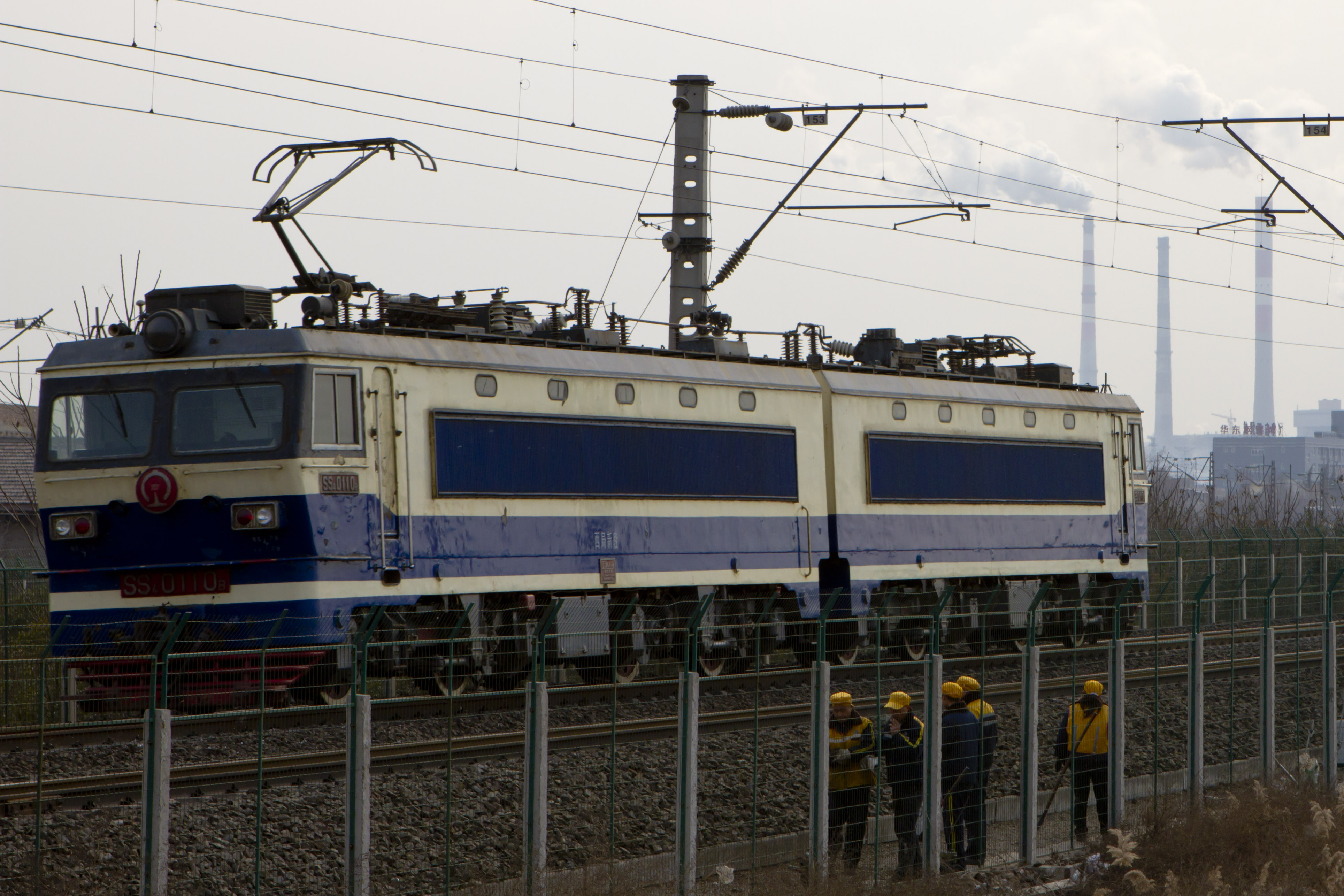
SS4-0110
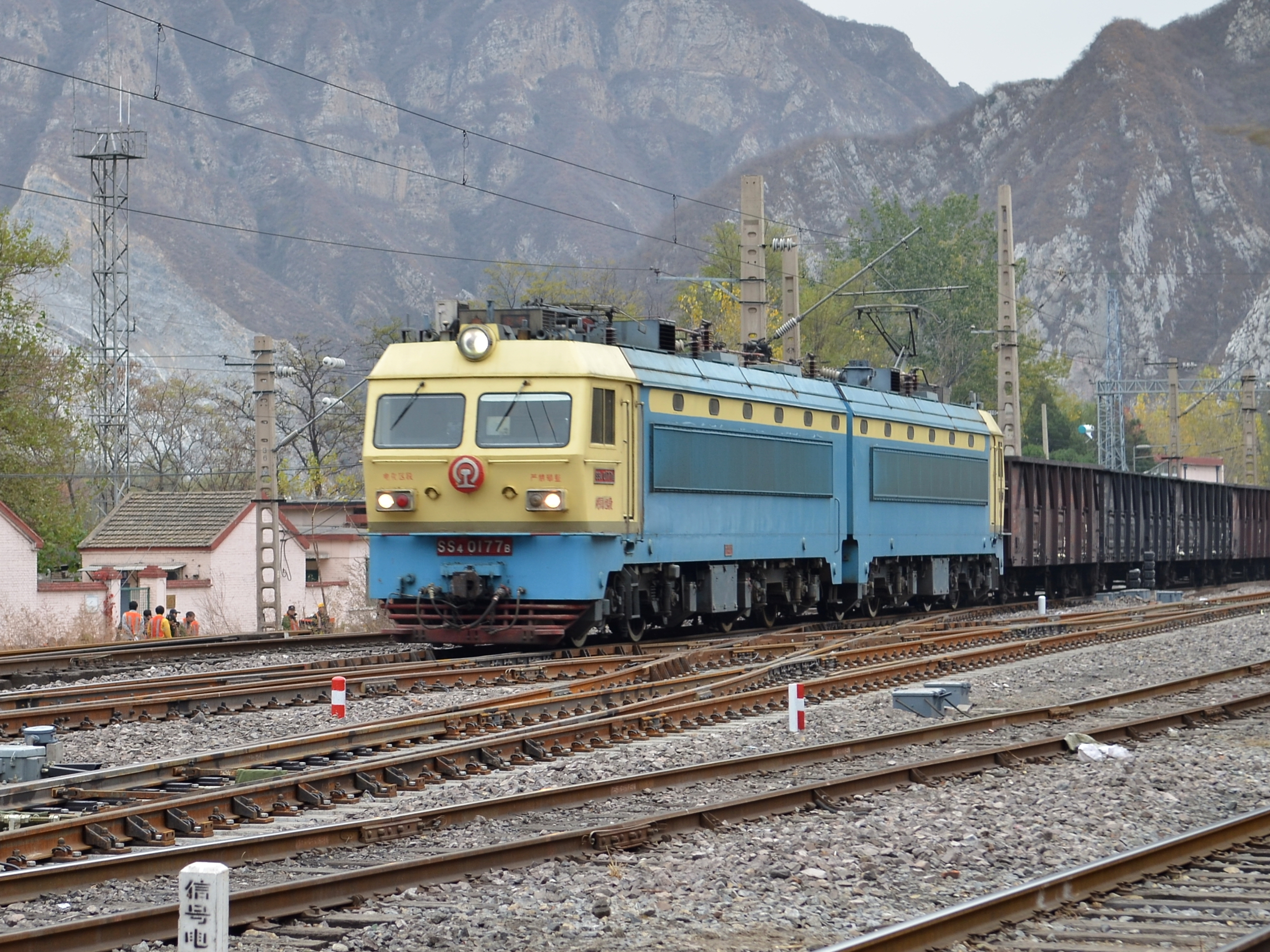
SS4-0177 à la gare de Luopoling
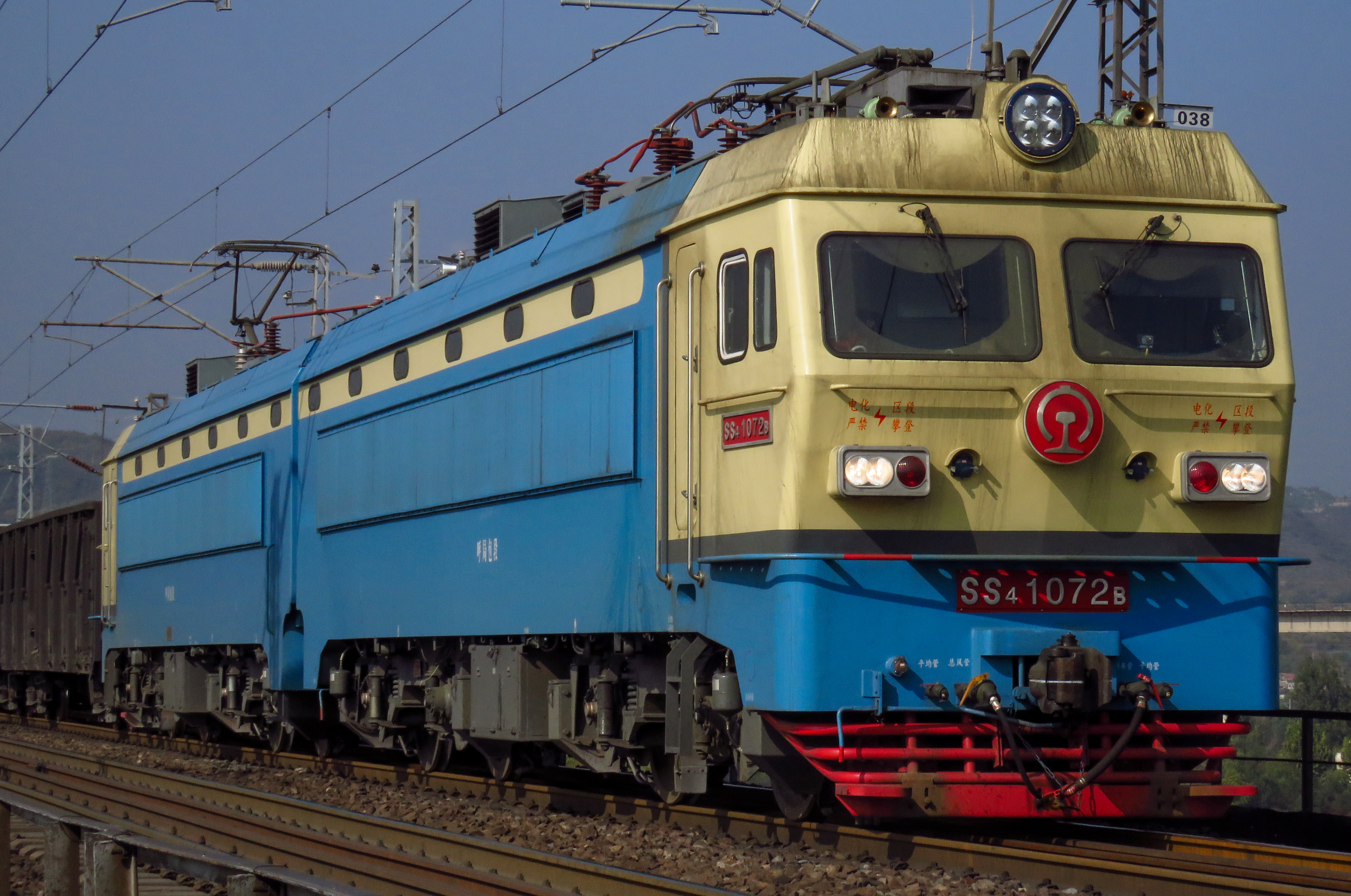
SS4-1072
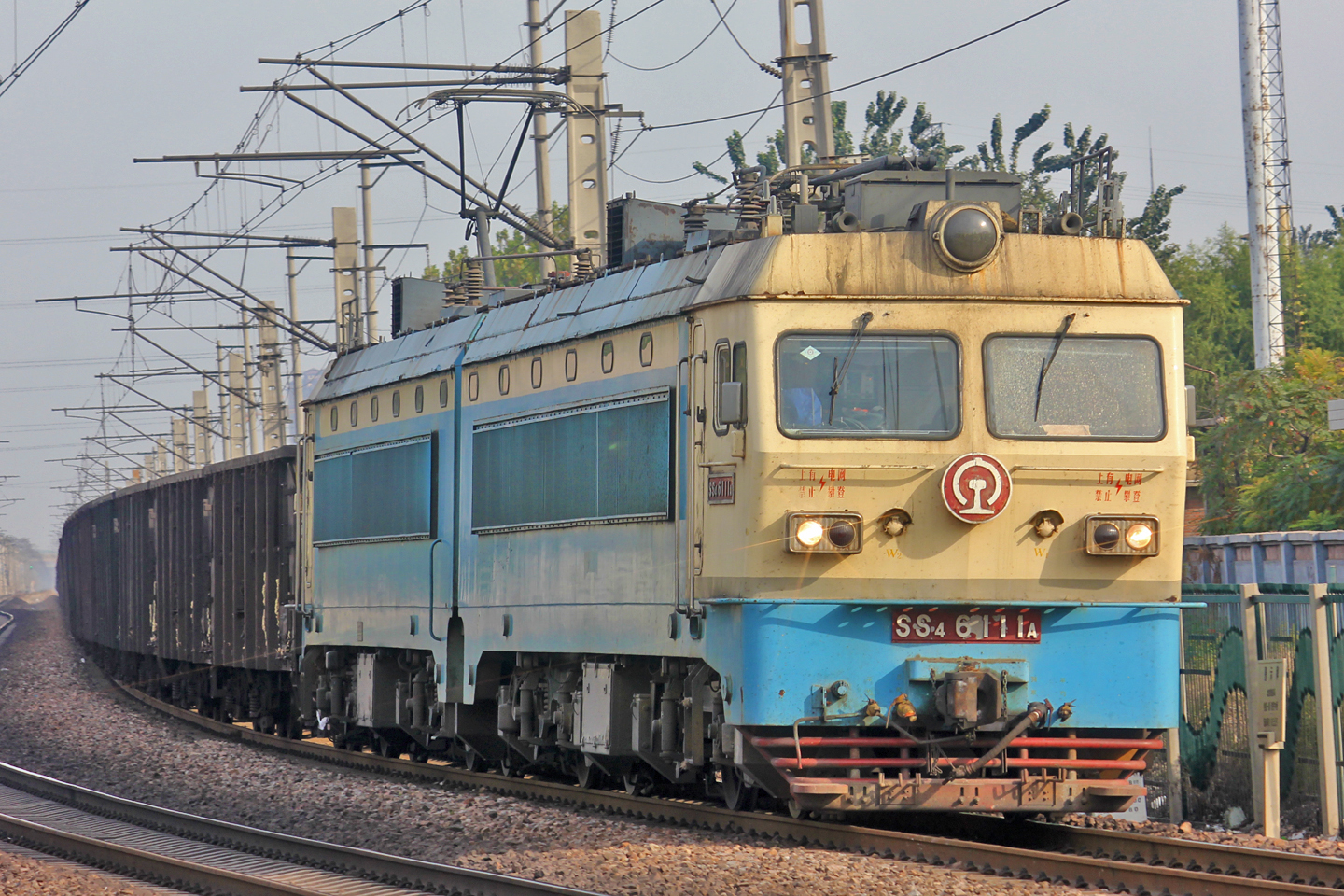
SS4-6111 au chemin de fer Shijiazhuang – Dezhou
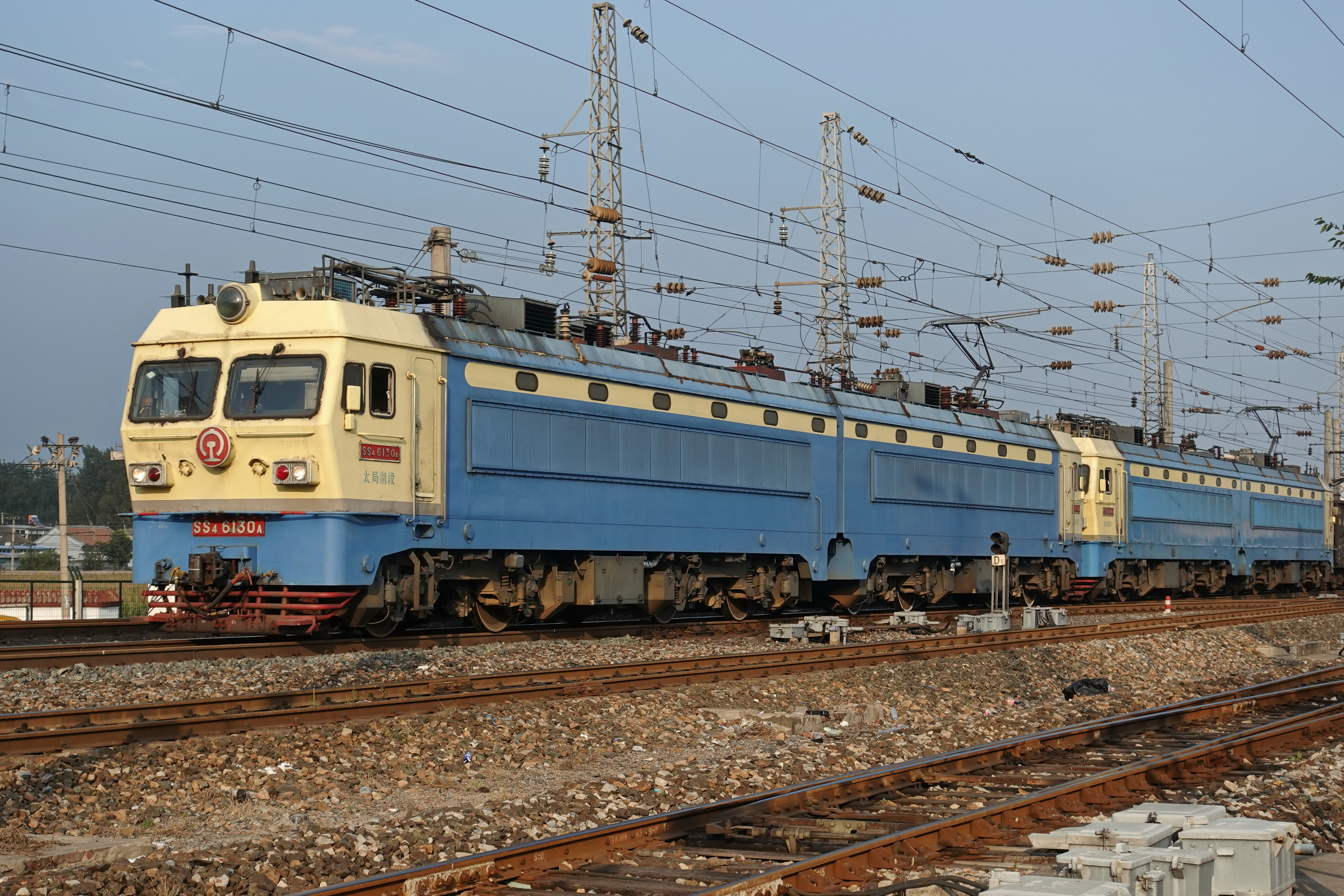
SS4-6130
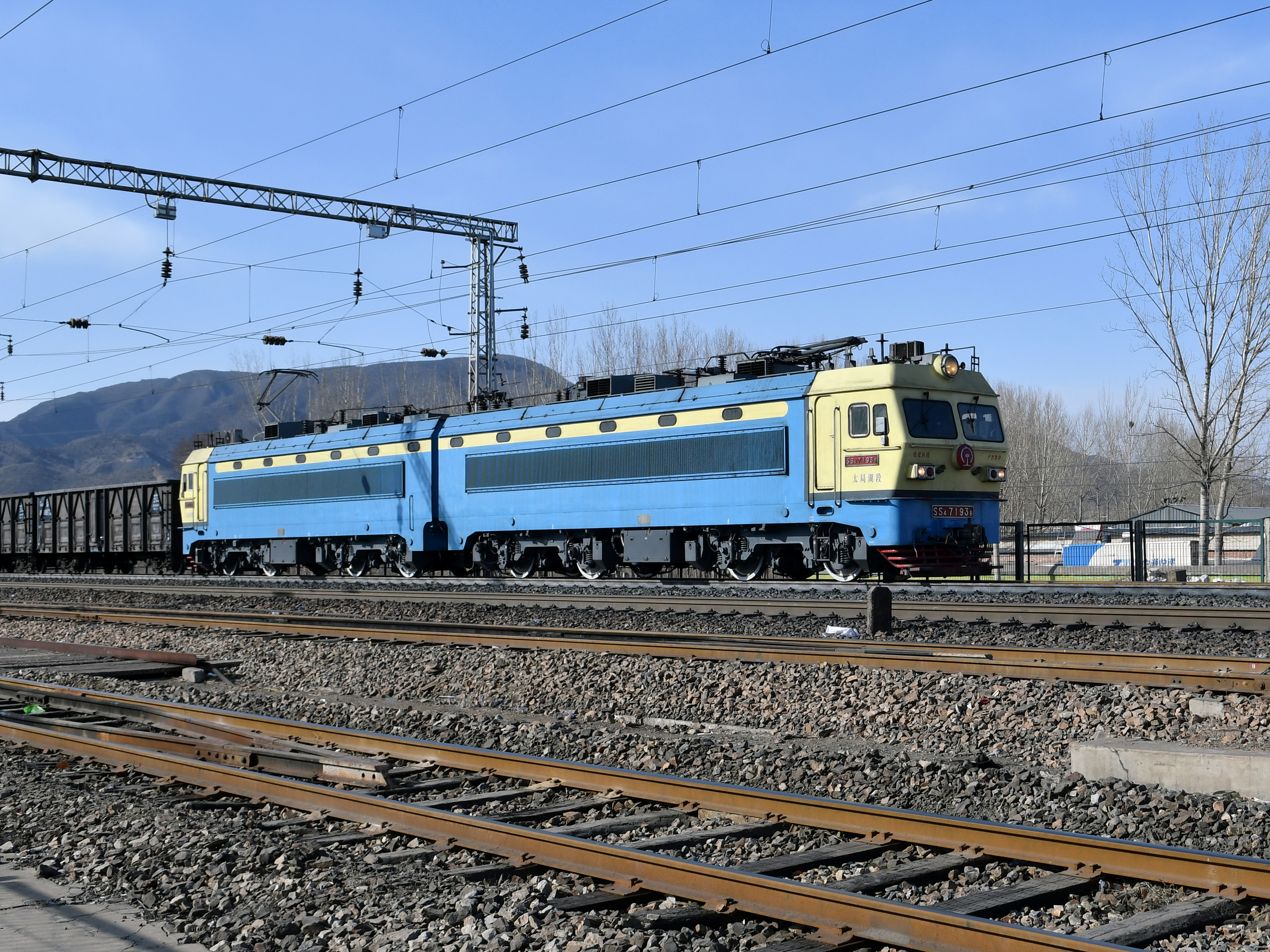
SS4-7193 au chemin de fer Datong-Qinhuangdao

## Préservation
- SS4-0063 : est conservé au dépôt de locomotives de Taiyuan, bureau des chemins de fer de Taiyuan ;
- SS4-0168 : est conservé au China Railway Museum [5] ;
- SS4-6001 : est conservé au China Railway Museum [5].

## Sources et références
1. ↑  (zh) « SS4型电力机车 », TrainNets.com,‎ 30 mai 2015 (consulté le 30 mai 2015)
2. ↑  (zh) « SS4G型电力机车 », TrainNets.com,‎ 30 mai 2015 (consulté le 30 mai 2015)
3. ↑  These 158 locomotives are early model of SS4 Electric Locomotive.
4. ↑  SS4G-1886 is the 4th Zhu De Locomotive.
5. 1 2  (zh) « 四台新征集机车入驻，中国铁道博物馆东郊馆迎来新成员 », Sohu.com,‎ 18 mai 2017 (consulté le 18 mai 2017)